# Zimmern (Grünsfeld)
Zimmern ist ein Stadtteil von Grünsfeld im Main-Tauber-Kreis mit 447 Einwohnern. Zimmern liegt im Wittigbachtal.

## Geographie

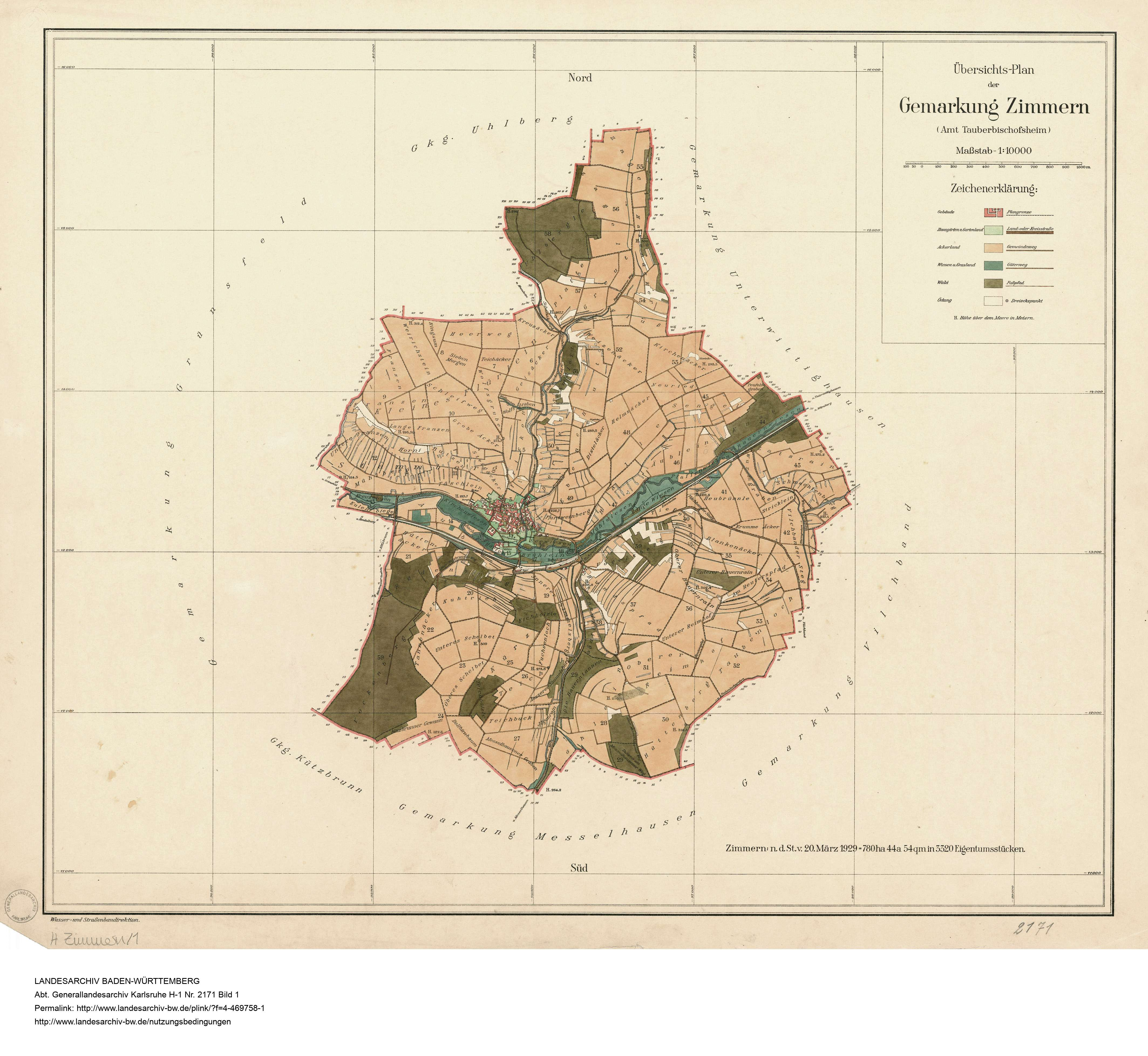
Gemarkung von Zimmern, 1939

Das mit Rechtsverordnung vom 4. August 1988 ausgewiesene Wasserschutzgebiet Schachtbrunnen Zimmern mit der WSG-Nr. 128019 umfasst eine geschützte Fläche von 199,67 Hektar.

## Geschichte
Zimmern wurde im Jahre 1155 erstmals urkundlich erwähnt. Das Dorf wurde am 1. Januar 1973 in die Stadt Grünsfeld eingemeindet.
Die abgegangene Burg Zimmern wurde im 11. Jahrhundert errichtet. Die Höhenburg soll sich zwischen dem gleichnamigen Ort und Messelhausen auf einem steil ansteigenden Bergrücken etwa 800 Meter südlich von Zimmern, westlich des Gewanns Messelhausener Graben, befunden haben. Mitte des 19. Jahrhunderts war dort noch eine Ödung die als „Hirnschale“ bezeichnet wurde, sichtbar.

### Einwohnerentwicklung
| Jahr | Zimmerner Bevölkerung | Sonstiges                                                                                                  |
| ---- | --------------------- | --- |
| 1961 | 520                   | Volks-, Berufs- und Arbeitsstättenzählungen in Westdeutschland vom 6. Juni 1961 (Gemeindeverzeichnis)      |
| 1970 | 482                   | Volks-, Berufs- und Arbeitsstättenzählungen in Westdeutschland vom 27. Mai 1970 (Gemeindeverzeichnis)      |
| 2018 | 447                   | Fortgeschriebene Daten der Stadt Grünsfeld anhand der Volkszählung in der Europäischen Union 2011 (Zensus) |

Quellen: Gemeindeverzeichnis und Angaben der Stadt Grünsfeld

## Kultur und Sehenswürdigkeiten

### Bauwerke und Baudenkmale

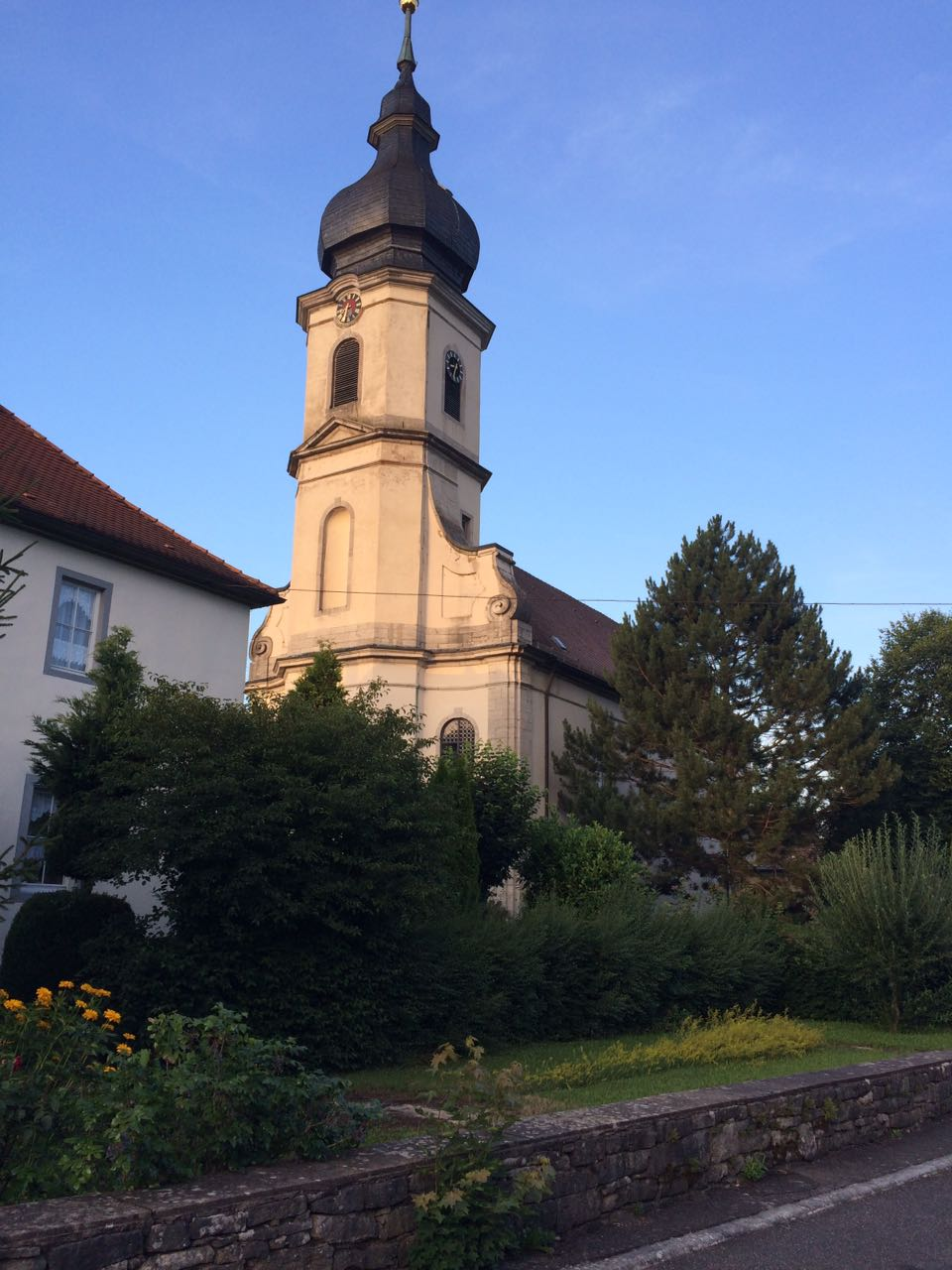
Die Pfarrkirche St. Margaretha in Zimmern (2017)

#### Pfarrkirche St. Margaretha
Die römisch-katholische Pfarrkirche St. Margaretha steht in Zimmern.

#### Bildstöcke und Steinkreuze
Um den Ort befinden sich mehrere Bildstöcke und Steinkreuze.

### Regelmäßige Veranstaltungen
(jeweils jährlich)
- Horeball der Zimmerner Hore des SV Zimmern
- Kerwe des Heimat- und Kulturrings Zimmern
- Johannisfeuer des SV Zimmern am Sportgelände in Zimmern
- Dorfbrunnenfest der Zimmerner Vereine am Dorfbrunnen in Zimmern
- Maibaumfest des Jugendraums Zimmern in der Ortsmitte von Zimmern bzw. an der Scheune im Mühlweg
- Frühlingsfest des Kindergartens Zimmern

## Vereine
In Zimmern bestehen die folgenden Vereine:
- Altenwerk Zimmern
- Angelsportverein "Wittigbach"
- Frauengemeinschaft Zimmern
- Freiwillige Feuerwehr Zimmern
- Heimat- und Kulturring Zimmern
- Katholischer Kirchenchor Zimmern
- SV Zimmern